# Комиссаров (хутор)
Комиссаров — хутор в Тацинском районе Ростовской области.
Входит в состав Михайловского сельского поселения.
Население 188 человек.

## География
На хуторе имеются две улицы — Гагарина и Степная.

## Население
| 2010 |
| ---- |
| 188  |